# Doktorka z domu Trubačů

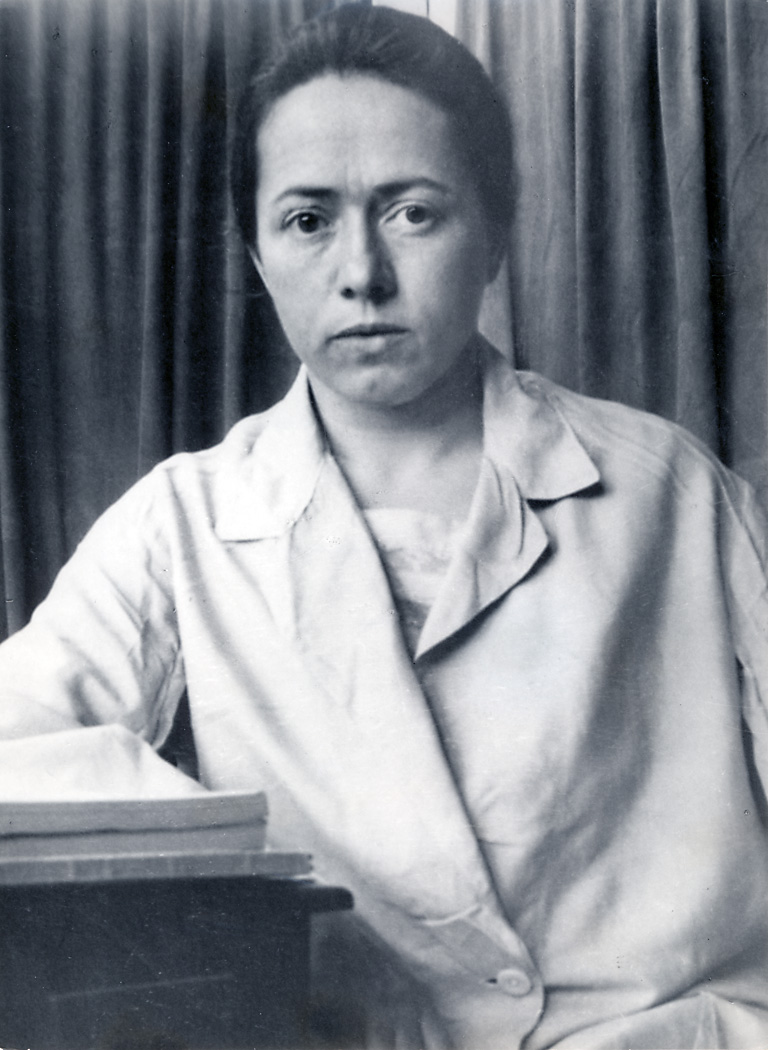
Vlasta Kálalová 1924

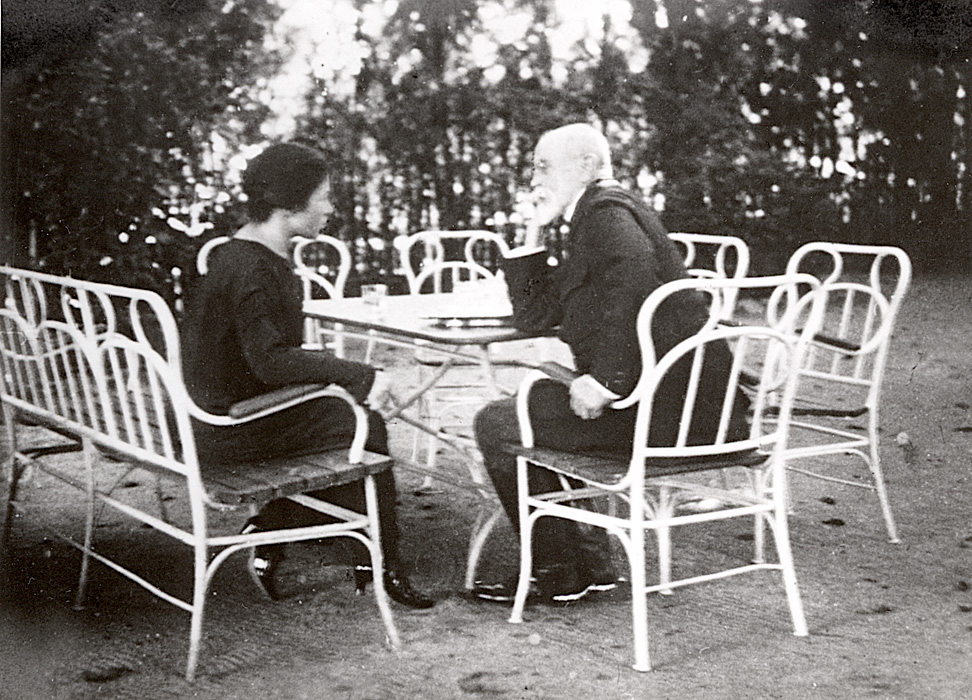
Vlasta Kálalová u T. G. M., Lány, podzim 1923

Doktorka z domu Trubačů je nejznámější životopisný román Ilony Borské popisující osudy Vlasty Kálalové. Kniha poprvé vyšla v roce 1978 (necenzurované vydání je z roku 1993), dočkala se již sedmi vydání a byla přeložena do mnoha jazyků, včetně arabštiny. Jedná se o nejznámější autorčinu knihu v Česku i v zahraničí.

## Děj
Hlavní postavou knihy je lékařka Vlasta Kálalová, narozená v jihočeské vesnici Bernartice u Tábora. Při svých studiích na lékařské fakultě v Praze vyslechne přednášku profesora Jaroslava Hlavy o nutnosti vybudovat v orientu nemocnici pro výzkum tropických chorob. Vlasta se touto myšlenkou nadchne. Se svými jazykovými schopnostmi jako by pro ni byla předurčena. Po ukončení školy začíná s přípravou na pobyt v arabských zemích, učí se jazyky, lékařskou terminologii v arabštině a hlavně shání na svůj projekt peníze. Náhodou se seznámí s Alicí Masarykovou, která ji uvede k prezidentu Masarykovi. Ten zpočátku hledí na projekt odměřeně, ale pak svůj odstup změní na absolutní podporu a Vlastě půjčí celý potřebný obnos. 
Počátky práce v Bagdádu jsou pro mladou lékařku těžké. Jako jediná lékařka musí čelit nedůvěře kolegů i pacientů. Přes počáteční problémy se nakonec stává vysvobozením hlavně pro muslimské ženy, které k lékaři-muži s mnoha problémy ani nemohou. 
Paralelně se odvíjí i osobní příběh Vlasty Kálalové. Původně velmi emancipovaná a nezávislá žena s manželstvím a rodinou vůbec nepočítá. V Bagdádu se ale sezamuje se s Giorgiem Di Lottim, Italem, který v Bagdádu pracuje. Jeho první žena umírá a vztah s Vlastou nabírá na intenzitě. Po čase se vezmou a mají spolu dvě děti. Starší z dětí, syn Radbor, trpí vývojovou vadou, Vlasta onemocní vleklou chorobou, proto se rozhodnou vrátit do Československa. Během válečných operací jí ustupující němečtí vojáci vyvraždí celou rodinu, ona sama přežije jen díky tomu, že je raněná a Němci ji považují za mrtvou. 
Po válce se snaží poskytovat péči a zázemí osamělým válečným dívkám a chlapcům, posléze přijímá pozvání k přítelkyni do USA, kde se pokouší vyrovnat se svým osudem. Cestuje i v dalších letech, např. do Norska, Itálie a Sovětského Svazu, a všude si rozšiřuje okruh svých známých, se kterými pak vede čilou korespondenci. I doma je aktivní, učí děti cizím jazykům (sama jich ovládá víc než deset), v jejím domě je zřízena mateřská školka. 
Do Iráku se už nikdy nepodívá, ale jeden z jejích následovníků, MUDr. Jaroslav Slípka, je s ní ve styku a informuje ji o jejich známých a místech, která měla ráda.

## Kniha mého srdce
Kniha Doktorka z domu Trubačů se v roce 2009 hlasováním čtenářů zařadila mezi sto nejoblíbenějších knih v anketě Kniha mého srdce.